# Herzlija
Herzlija (héberül: הרצליה) város Izraelben, a Földközi-tenger partján, Tel-Avivtól északra. A Tel-avivi körzethez tartozik. Nevét Herzl Tivadarról kapta. Jómódú településnek számít, mely erős startup és vállalkozói kultúrájáról ismert.

## Forrás
(Földünk térképeken) Főszerkesztő: Csaba Emese: Képes világatlasz. Nyomdai előkészítés Mo-on:WOW graphic Kft. 1. magyar kiadás. Budapest: Reader's Digest Kft. 1999.  ISBN 978-963-8475-38-1  120. oldal A térképkönyv tartalomjegyzékében: Herzliyya E3120